# Бобич, Бернардо

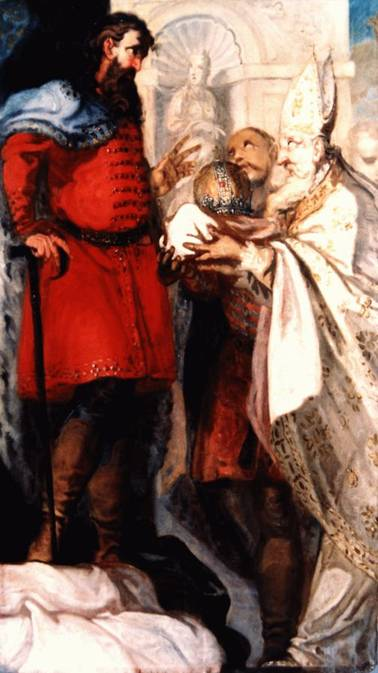
Ладислав принимает королевскую корону из рук епископа Духа

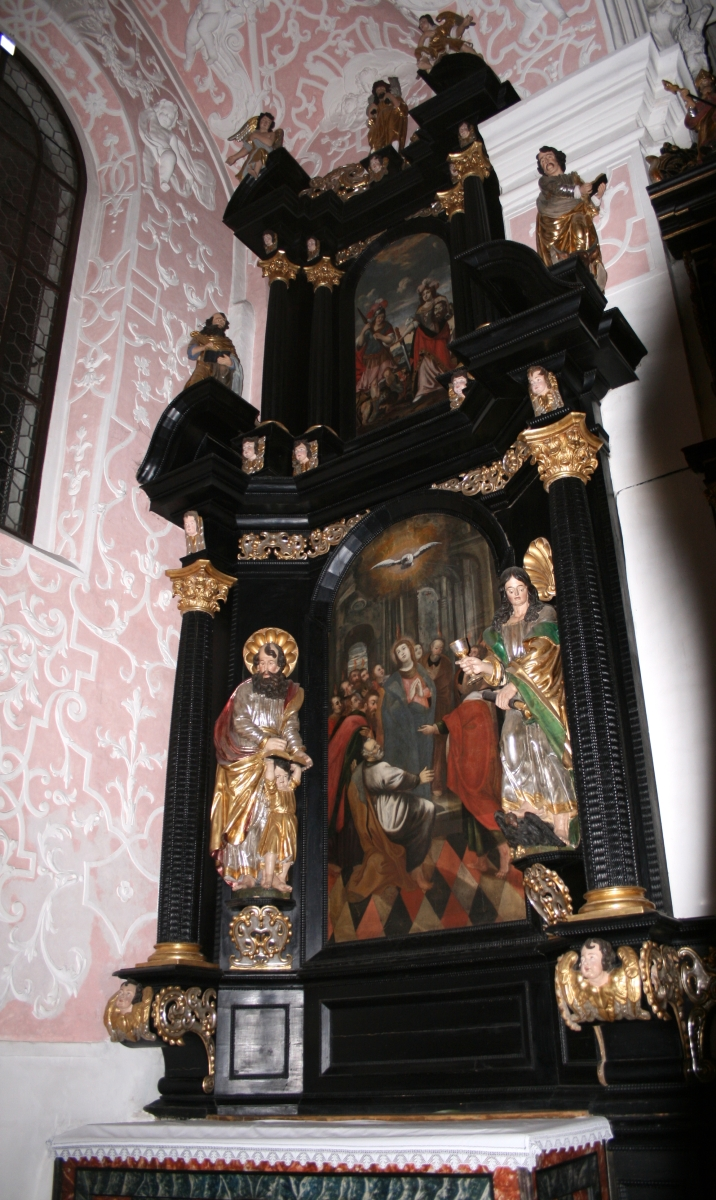
Алтарные картины
церкви Св. Екатерины, Загреб - 1683

Бернардо Бобич (хорв. Bernardo Bobić; ?—1694 или 1695, Загреб, Хорватия в Габсбургской империи) — хорватский художник эпохи барокко.

## Биография
Данных о Б. Бобиче очень мало. Он был гражданином Загреба и главой живописной мастерской. Известно, что между 1680—1692 годах работал художником в Загребе.
Творил под влиянием венецианских художников XVI-го века Тициана , Тинторетто и Пальма Младшего, одновременно ощутимы творческие связи с мастерами Словении и Австрии.
Ему принадлежат несколько алтарных образов для Загребского собора, в том числе цикл весьма интересных композиций — эпизоды жизни короля Ладислава (1688—1691). Культовое назначение этих картин не может скрыть вполне светской их трактовки. Художник нередко выбирает эпизоды реального, даже жанрового характера. На одной из створок он изображает, например, архитектора, показывающего королю чертёж собора. На заднем плане показано уже само строительство: собор в лесах, фигурки рабочих. Горячий колорит с преобладанием оттенков красного цвета придает большую живость и пластическую осязательность работам Бобича.
В 1680 году занимался реставрацией деревянных скульптур и позолотой алтаря св. Дионисия
в загребской Церкви Святой Екатерины. В 1683 году создал две картины для этого же алтаря «Сошествие Святого Духа» и «Юдифь и Олоферн».
Его кисти приписывают три иконы на дереве (из пяти сохранившихся) для алтаря св. Марии в Загребском соборе.
Наиболее известен его цикл из 12 алтарных картин (10 сохранилось) для алтаря Святого Ласло в Загребском соборе (сегодня в Городском музее Загреба), Цикл носит не столько культовый, сколько политически-злободневный характер.